# 2 Brygada Artylerii Pieszej

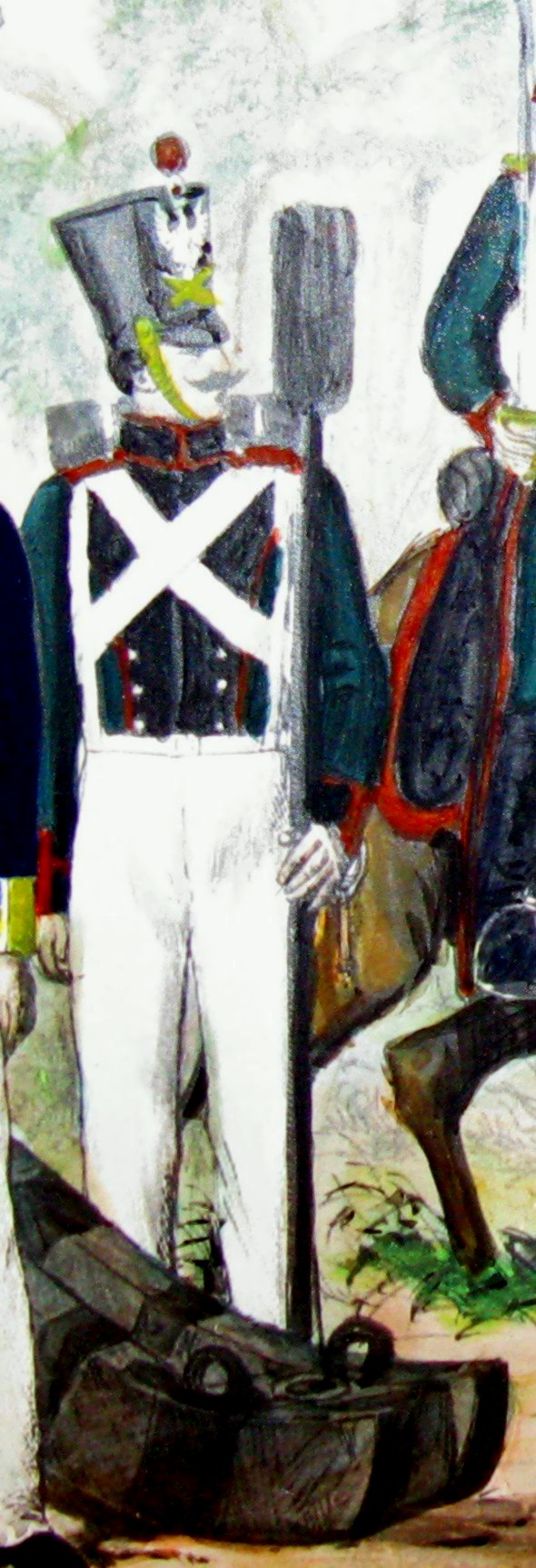
Żołnierz artylerii pieszej

2 Brygada Artylerii Pieszej – jednostka artylerii  Wojska Polskiego Królestwa Kongresowego.

## Skład organizacyjny i obsada personalna
dowództwo brygady - Kock
dowódcy brygady
pułkownik Jan Krysiński
pułkownik Karol Weisflog
2 kompania pozycyjna - Puławy
dowódcy 2 kompanii pozycyjnej
Jan Bujalski – do 1818
Franciszek Piętka - do 1819
Karol Cichocki - do 1821
podpułkownik Franciszek Piętka
3 kompania lekka - Kock
dowódca 3 kompanii lekkiej
Karol Weisflog
4 kompania lekka - Radzyń
dowódcy 4 kompanii lekkiej
Adam Schubert  - do 1818
Jan Bujalski - do 1827
kapitan Krzysztof Koryzna
Dowódcą artylerii pozycyjnej i lekkiej był generał brygady Jakub Redel

## Mundur
Kurtka mundurowa, kroju piechoty, zielona z wyłogami, kołnierzem i rękawami czarnymi, z wypustkami pąsowymi i czarną  patką na rękawach, guziki żółte metalowe z wyobrażeniem granatu z płomieniem, pod nim dwie skrzyżowane lufy armatnie. Naramienniki sukienne z wyciętymi cyframi l lub 2 i podłożone żółtym suknem.
Lejbiki zielone z czarnym kołnierzem, wypustkami pąsowymi na kołnierzu i rękawach, guziki mundurowe, naramienniki jak przy kurtce.
Spodnie zimowe sukienne zielone z wypustką pąsową; latem czechczery. Płaszcze szare z kołnierzem czarnym, wypustką pąsową z naramiennikami. Kaszkiet z pomponem i kordonami czerwonymi, podpinka metalowa żółta z granatem, orzeł z białej blachy, pod nim dwie lufy armatnie.
Furażerka zielona z czarnym lampasem i trzema pąsowymi wypustkami. Felcechy z czerwonymi pomponami. Wszystkie lederwerki  biało kredowane. Na patrontaszu granat metalowy żółty o trzech płomieniach.
Ubiór oficerów podobny do ubioru oficerów piechoty pełniących służbę konno z uwzględnieniem kolorów artylerii konnej.
Osiodłanie i czaprak kroju jak dla oficerów piechoty, pełniących służbę konno. Kolor sukna zielony, galony złote po ich brzegach, wypustki pąsowe.